# 弓濱站
弓濱站（日语：／ Yumigahama eki */?）是位於鳥取縣米子市夜見町字樋口三，西日本旅客鐵道（JR西日本）境線的車站。車站愛稱（妖怪）為小豆洗站。

## 歷史
- 1917年（大正6年）7月1日 - 國有鐵道境線後藤站至大篠津站（現時：米子機場站）之間新設此站。
  - 當時車站地址為鳥取縣西伯郡夜見村（日语：夜見町）字樋口三。
- 1954年（昭和29年）6月1日 - 夜見村編入至米子市（第一次），車站地址變為鳥取縣米子市夜見町字樋口三。
- 1987年（昭和62年）4月1日 - 伴隨國鐵分割民營化，車站由西日本旅客鐵道（JR西日本）營運。
- 2005年（平成17年）3月31日 - 隨著米子市（第二次）成立，車站地址變為鳥取縣米子市夜見町字樋口三。
- 2019年（平成31年) 3月16日 - 車載型IC出入閘機開始使用，此站開始可以使用IC卡「ICOCA」[1]。

## 車站構造
車站是一座地面車站，設有2面2線的相對式月台。車站大樓位於上行月台側，兩月台靠近境港一方之間設有站內平交道連接。此站是由米子站管理的無人車站。車站大樓內設有自動售票機。
在路軌配置上，上行線為直線路軌，但是場內、出發信號機只有設於單一方向，因此不是一線通過的配置。
臨時快速港快車停靠此站。

### 月台
| 月台 | 路線 | 上下行 | 方向           |
| ---- | ---- | ------ | -------------- |
| 1    | 境線 | 上行   | 後藤、米子方向 |
| 2    | 境線 | 下行   | 境港方向       |

※截至2017年3月，月台上設有月台編號牌。車站大樓一側的月台是1號月台（上行月台）。 　

## 使用狀況
以下為近年一日平均上下車人次列表：
| 上下車人次變化 | 上下車人次變化 |
| 年度           | 1日平均人次    |
| -------------- | -------------- |
| 2007年         | 607            |
| 2008年         |                |
| 2009年         |                |
| 2010年         |                |
| 2011年         | 590            |
| 2012年         | 634            |
| 2013年         | 656            |
| 2014年         | 634            |
| 2015年         | 634            |
| 2016年         | 622            |
| 2017年         | 648            |
| 2018年         | 664            |

## 車站周邊
- 富益郵局
- 鳥取縣道220號弓濱停車場線（日语：鳥取県道220号弓ヶ浜停車場線）
- 米子市立弓濱中學
- 米子市立弓濱小學

## 相鄰車站
西日本旅客鐵道
 境線
河崎口－弓濱－和田濱

## 注腳
1. ↑   （页面存档备份，存于）（日語）
2. ↑  国土数値情報(駅別乗降客数データ)2011-2015年  （页面存档备份，存于）（日語） - 國土交通省，2019年7月4日參閲
3. ↑  国土数値情報　駅別乗降客数データ  （页面存档备份，存于）（日語） - 國土交通省，2020年9月13日參閲

## 外部連結
- 弓濱｜車站資訊：JR出門網 - 西日本旅客鐵道（日語）